# Andreas Nygaard
Andreas Nygaard, född 22 november 1990 i Talvik, är en norsk längdskidåkare som tävlar i långloppscupen Ski Classics. Han vann  Vasaloppet 2018, Ylläs-Levi 2018 och 2019 samt Birkerbinerennet 2018. Han vann också Vasaloppet 2022.
Nygaard startade i Skandinaviska cupen för första gången i Vuokatti i december 2011 och kom på plats 101 på 3,75 km fristil och plats 62 på 15 km klassiskt. I mars 2012 åkte han för första gången i Marathon Cup och Ski Classics på Birkebeinerrennet. Han kom på plats 45. Säsongen 2013/2014 nådde han sina första topp tio-placeringar i Skandinaviska cupen med en sjundeplats på sprinten i Vuokatti och en sjätteplats på sprinten i Meråker. Han körde sitt första världscuplopp i Drammen i mars 2014, som han slutade på plats 66 i sprinten. Samma månad kom han på sjätte plats i Vasaloppet. Säsongen 2016/2017 vann han Vasaloppet och Kaiser Maximilian-Lauf. Han kom också tvåa i Vasaloppet och Ylläs–Levi och kom på tredje plats i den totala Ski Classics-rankningen i slutet av säsongen. I april 2017 vann han Nordenskiöldsloppet, världens längsta längdskidlopp över 220 km. Säsongen därpå vann han La Sgambeda, Birkebeinerrennet, Vasaloppet och Ylläs–Levi. Han tog andraplatsen i loppet Toblach–Cortina och tredjeplatsen i loppet Jizerská padesátka, och kom därmed på andra plats i den totala Ski Classics-rankningen. I slutet av mars 2018 vann han, liksom året innan, Nordenskiöldsloppet.
Säsongen 2018/2019 triumferade han på La Diagonela, Jizerská padesátka och Ylläs–Levi. Han tog även andraplatsen på Marcialonga och Birkebeinerrennet och vann därmed den totala Ski Classics-rankningen i slutet av säsongen. I slutet av mars 2019 vann han Nordenskiöldsloppet för tredje gången i rad. Säsongen 2019/2020 vann han även den totala rankingen av Ski Classics med förstaplatser i Toblach-Cortina och Jizerská padesátka och andra plats i Kaiser Maximilian-Lauf. Säsongen 2021/2022 triumferade han i Isergebirgslauf, Vasaloppet och Birkebeinerrennet, och vann den totala rankningen av Ski Classics för tredje gången.